# Teicoplanina
Teicoplanina es un antibiótico glicopeptídico usado en la profilaxis y tratamiento de infecciones serias causadas por bacterias Gram positivas. Es un antibiótico glicopeptídico con similar espectro de acción que la Vancomicina. 

## Mecanismo de acción
Al igual que la vancomicina, inhibe la síntesis de la pared celular y es activa únicamente contra bacterias grampositivas. Tiene una acción bactericida fiable contra cepas sensibles, incluido los enterococos.
Presenta la misma potencia y eficacia que la vancomicina pero menor ototoxicidad que ésta.
Teicoplanin es comercializado por Aventis bajo el nombre Targocid®.
La teicoplanina es junto a la vancomicina el único antibiótico comercializado con actividad a los gérmenes meticilin resistentes, que en los últimos años han aumentado su prevalencia en más del 60% en algunos casos, como causa de infección grave de piel y tejidos blandos. Sin embargo estos clones cutáneos son distintos a los clásicos meticilin resistentes y pueden responder también a otros antibióticos (ciprofloxacino, trimetoprim / sulfametoxazol....)